# Lawrence Peterson
Lawrence Peter Peterson (12 avril 1873 - 7 septembre 1951) était un homme politique provincial de l'Alberta, au Canada. Il a siégé à l'Assemblée législative de l'Alberta de 1921 à 1930, siégeant au gouvernement au sein du parti des agriculteurs unis. 

## Carrière politique
Peterson s'est présenté pour la première fois à l'Assemblée législative de l'Alberta lors des élections générales de 1921 en Alberta. Il s'est présenté comme candidat du parti United Farmers dans la circonscription électorale de Taber et a remporté une victoire serrée contre le député sortant, Archibald J. McLean. 
Peterson s'est présenté pour un second mandat aux élections générales de 1926 en Alberta. S'il avait perdu une partie de son électorat populaire par rapport à sa première élection, il avait toutefois largement les battu ses deux autres opposants. 
Peterson ne s'est pas représenté pour un troisième mandat et a pris sa retraite à l'occasion de la dissolution de l'assemblée en 1930. 